# Рудник Майлі-Катане/Наугарзан
Рудник Майлі-Катане/Наугарзан – колишній гірничодобувний майданчик на сході Узбекистану та півночі Таджикистану.
Уранове родовище Майлі-Катане (Майлікатан) виявили у 1954 році на північному схилі Курамінського хребта, у сточищі однієї з лівих приток річки Ахангаран. На той час на протилежній стороні долину Ангрену (в межах Чаткальського хребта) діяло уранодобувне Підприємство № 22 (в подальшому Рудоуправління № 2) Комбінату № 6 (в 1967-му був перейменований на Ленінабадський гірничо-хімічний комбінат), якому й доручили організувати розробку Майлі-Катане. Роботи на Майлі-Катане, які велись підземним способом, почались вже у другій половині 1950-х, а на початку 1960-х цю ділянку організаційно оформили як Рудник № 4 зазначеного вище рудоуправління.
За запасами урану родовище Майлі-Катане належало до діапазону 1000 – 2500 тонн цільового компоненту, а тому було відносно швидко випрацюване.
Втім, ще в 1950-х вирішили задіяти потужності рудника Майлі-Катане для розробки флюоритового (плавіко-шпатового) родовища Наугарзан (флюорит як джерело флуоридної кислоти також є матеріалом, що цікавить промисловість переробки урану). Наугарзан знаходилось у високогір’ї за кілька кілометрів від Майлі-Катане – за водорозділом Курамінського хребта у верхів’ї лівої притоки Сирдар'ї (тобто вже на території Таджикистану, що, звичайно, не мало значення в часи існування СРСР). Враховуючи відсутність відповідної транспортної інфраструктури в районі Наугарзану та наявність дороги до Майлі-Катане, облаштування таджицького родовища вирішили організувати наступним чином: видобута в кар’єрі флюоритова порода спускалась по вертикальній шахті, після чого вивозилась горизонтальною штольнею завдовжки 3 км в район рудника Майлі-Катане. 
Можливо також вказати, що Наугарзан був не єдиним флюоритовим об’єктом Рудоуправління № 2, оскільки в західній частині Чаткальського хребта діяв Середньочирчикський плавіко-шпатовий комбінат, який з 1963-го увійшов до складу Рудоуправління № 2 як рудник «Флюоритовий».
Станом на середину 1970-х Наугарзан наближався до закриття.
Наразі кар’єр Наугарзан затоплений.